# Сулима Микола Семенович
Сулима́ Микола Семенович (13 січня 1777 — 21 жовтня 1840) — малоросійський дворянин, військовий та державний діяч, граф Російської імперії. Мав певні патріотично-орієнтаційні погляди на українське населення та всіляко співчував втраті Запорізькою Січчю незалежності 1775 року.

## Життєпис

### Молоді роки
Походив з української шляхетської родини Сулим. Син Семена Семеновича Сулими та Марії Василівни Несвицької. Про молоді роки мало відомостей. У 1791 році вступив до сухопутного шляхетського корпусу, у 1792 записано до лейб-гвардійського семенівського полку. 15 квітня 1797 року зараховано прапорщиком до лейб-гвардійського Ізмайлівського полку, в якому служив до 11 грудня 1803 року, коли отримав чин полковника, через рік був призначений командиром Московського мушкетерського полку.

### Війни з Францією
У 1805 році в битві під Аустерліцом був тяжко поранений і взятий французами в полон. 23 вересня 1806 році вийшов у відставку з причини поранень.
Повернувся на службу в березні 1811 року. 18 вересня того ж року призначений командиром гренадерського полку. У 1812 році воював під Острівною, Смоленськом і відзначився в Бородінському бою біля села Утиця, відбиваючи атаки поляків корпусу І.Понятовського. За це отримав звання генерал-майора. При битві при Тарутині контужений ядром у праву ногу, але залишився в строю і воював при Малоярославці, Вязьмі і Красному, де знову відзначився і був удостоєний ордена Святого Георгія 3-го класу. У 1813 році брав участь у боях під Бауценом і Люценом, за що нагороджений золотою шпагою з алмазами. Згодом воював під Дрезденом, Кульмом і Лейпцигом.
У 1814 році брав участь у битвах під Брієнном, Ла-Ротьєром, Арси-сюр-Обом і відзначився при взятті Парижа. 1 вересня 1814 року Миколу Сулиму було призначено командиром 1-ї бригади 2-ї гренадерської дивізії.

### Подальша кар'єра
31 січня 1816 року вийшов у відставку з причини поранень, 15 травня 1817 р. знову повернувся на службу командиром бригади 17-ї піхотної дивізії. У 1826 році став начальником 11-ї піхотної дивізії і 17 травня 1827 року отримав звання генерал-лейтенанта. Брав участь у війні з турками 1828—1829 років та у придушенні Польського повстання 1830—1831 років.
6 грудня 1833 року Сулиму було призначено генерал-губернатором Східного Сибіру, через рік переведений на посаду командира Окремого Сибірського корпусу та генерал-губернатора Західного Сибіру. У січні 1836 року звільнився у відставку з військової служби з причини нездоров'я.
Останні роки життя провів у Петербурзі. Похований в Троїце-Сергієвій приморській пустині.

## Родина
- Дочка — Катерина Миколаївна Сулима (1811—1845), дружина Олексія Петровича Кропоткіна, мати географа й анархіста Петра Кропоткіна

## Політична позиція
- За 1815—1818 роки відомо що він активно намагався залучати до війська козаків, де переконував у своїй правій позиції щодо українського населення Черкащини та Донського краю.

## Вшанування пам'яті
У місті Київ є вулиця Сулимівська. Названа на честь шляхетського роду до якого належав Микола Сулима.